# 황비홍 (1991년 영화)
황비홍(중국어 간체자: 黄飞鸿, 정체자: 黃飛鴻, 병음: Huáng Fēi-Hóng 황페이홍[*], 영어: Once Upon A Time In China)은 1991년 제작된 서극 감독, 이연걸, 원표 주연의 영화이다.

## 출연
- 황비홍 역 : 이연걸
- 양　관 역 : 원　표
- 소균/십삼이 역 : 관지림

## 한국어 더빙 성우진

### SBS (1996년 5월 17일)
- 홍성헌 - 황비홍(이연걸)
- 성유진 - 소군(관지림)
- 황일청
- 김정경
- 김규식
- 한상혁
- 정동열
- 유해무
- 김창주
- 유동현
- 황윤걸
- 김강산
- 김영훈
- 손원일
- 이승환
- 서윤석
- 성완경
- 김수진
- 장호비
- 정미경
- 홍성희

### MBC (2004년 4월 24일)
- 안지환 - 황비홍(이연걸)
- 박소라 - 소균(관지림)
- 송준석 - 양관(원표)
- 박지훈 - 엄진동(임세관)
- 김영선 - 아소(장학우)
- 최석필 - 임세영(정측사)
- 최한 - 제독 대인
- 김호성 - 사하파 무리 두목
- 이상범 - 잭슨
- 김태훈 - 선교사
- 이철용 - 숙부
- 이도련
- 김용준
- 문남숙
- 박신희
- 방성준
- 이원찬
- 정재헌

## 영화 노래
- 주제곡
  - 노래 제목 : 《남아당자강》, 가수 : 《임자상》